# Natása Karamanlí
Anastasía « Natása » Karamanlí (en grec : Αναστασία “Νατάσα” Καραμανλή), née Pazaïti (Παζαΐτη), née en 1966, est l'épouse de l'ancien Premier Ministre grec Kóstas Karamanlís.

## Biographie
Née à Thessalonique, elle épouse Kóstas Karamanlís, alors qu'elle est encore étudiante à la Faculté des Sciences de l’Éducation de l’Université Aristote de Thessalonique.
Elle poursuit par la suite ses études à la Faculté de Médecine de la même université et obtient en 2002 le titre de docteur en médecine. Elle est en outre titulaire d'un post-grade obtenu à Boston.
L'opposition et la presse grecque ont régulièrement dénoncé les conditions douteuses dans lesquelles Mme Karamanlí a obtenu ses diplômes (elle a reçu le titre de docteur avant même d'avoir passé les examens conduisant au premier diplôme de médecine et n'a jamais effectué l'année de stage en province (agrotiko), normalement obligatoire pour tous les étudiants en médecine grecs.)

Natása Karamanlí rejette l'ensemble de ces accusations.